# Gregor Sebba
Gregor Sebba (geboren 22. August 1905 in Libau, Russisches Kaiserreich; gestorben 15. April 1985 in Atlanta) war ein US-amerikanischer Ökonom und Philosoph.

## Leben
Gregor Sebba war ein Sohn des aus Lettland stammenden Drogisten und Kosmetikaherstellers Harry Sebba und der Lehrerin Grete Koplevic, er hatte einen Bruder. Sebba wuchs in Meran auf, wo seine Eltern eine Drogerie betrieben. Da sie russischer Staatsbürgerschaft waren, wurden sie beim Kriegseintritt Italiens 1915 aus Südtirol nach Linz evakuiert. Sebba studierte Jura an den Universitäten Wien und Innsbruck und wurde 1929 promoviert. Seine lettische Staatsangehörigkeit wurde ihm 1926 entzogen, als er nicht zum Wehrdienst antrat. Er arbeitete als Forschungsassistent am „Institut für Statistik der europäischen Minderheitsvölker“ der Universität Wien bei Wilhelm Winkler. Als das Institut wegen der Weltwirtschaftskrise 1933 geschlossen wurde, suchte Sebba sich Arbeit in der Privatwirtschaft. Er organisierte sich nebenher einen privaten Forschungskreis, dem sowohl Anhänger des Austromarxismus als auch des Wiener Kreises angehörten. 
Nach dem Anschluss Österreichs 1938 emigrierte Sebba mit seinen Eltern in die USA, wo die Eltern in ihrem Geschäftsfeld rasch Anschluss fanden. Er heiratete 1940 die Britin Elizabeth Townnend, sie hatten zwei Kinder. Er erhielt 1943 die amerikanische Staatsbürgerschaft und leistete von 1943 bis 1946 Militärdienst bei den Marines. 
Sebba wurde 1947 Professor für Ökonomie an der University of Georgia, ohne sich bis dahin wissenschaftlich besonders hervorgetan zu haben. 1959 wechselte er an das Graduate Institute of Liberal Arts der Emory University in Atlanta und wirkte dort bis zu seiner Emeritierung im Jahr 1973. 1964/65 hatte er eine Fulbright-Professur an der Universität München inne. Seine Publikationen kreisten um die carteanische Philosophie, die Kunstsoziologie, die Literatursoziologie und um das Werk seines Freundes Eric Voegelin. 

## Schriften (Auswahl)
- Fritz Kafka; Gregor Sebba: Das österreichische Bausparwesen. Wien: Barth, 1932
- Bibliographia cartesiana : a critical guide to the Descartes literature, 1800 to 1960. The Hague: Nijhoff, 1964
- Peter J. Opitz, Gregor Sebba (Hrsg.): The philosophy of order : essays on history, consciousness and politics. For Eric Voegelin on his 80th birthday, January 3, 1981. Stuttgart: Klett-Cotta, 1981
- Richard A. Watson (Hrsg.): The dream of Descartes; assembled from manuscripts. Carbondale: Southern Illinois University Press, 1987
- Helen Sebba, Hendrikus Boers (Hrsg.): Creativity : lectures by Gregor Sebba. Atlanta, Ga: Scholars Press, 1987
- Jean-Jacques Rousseau : autobiography and political thought. München: Eric-Voegelin-Archiv, Ludwig-Maximilians-Universität München, 2000